# Alan Hinkes
Alan Hinkes OBE (26 de abril de 1954) é um montanhista inglês de Northallerton, em North Yorkshire. Hinkes foi o primeiro montanhista britânico a ter anunciado a escalada a todas as montanhas com mais de 8000 m de altitude; porém, tal não está confirmado.
Foi-lhe atribuída uma "Honorary Fellowship" da Universidade de Sunderland em 1999, e um Doutoramento Honoris Causa pela Universidade de York em 2007.

## Subidas às montanhas com mais de 8000m
- 1987 - Shishapangma via Central Couloir North Face, com Steve Untch (Estados Unidos).[3]
- 1988 - Manaslu
- 1990 - Cho Oyu (disputado[1])
- 1991 - Broad Peak
- 1995 - K2
- 1996 - Monte Everest - Vertente norte. Filmado para o documentário de TV Summit Fever.
- 1996 - Gasherbrum I
- 1996 - Gasherbrum II
- 1997 - Lhotse
- 1997 - Nanga Parbat - Forçado a abortar a escalada por lesão (prolapso de disco da coluna).
- 1998 - Nanga Parbat
- 1999 - Makalu
- 2000 - Kangchenjunga - Tentado, mas teve de desistir por causa das más condições atmosféricas.
- 2002 - Annapurna
- 2004 - Dhaulagiri
- 2005 - Kangchenjunga

## Outras escaladas notáveis
- 1988 Menlungtse Oeste (7023m) FA via vertente ocidental. cume atingido com Andy Fanshawe (Reino Unido), com Chris Bonington (Reino Unido) e apoio de David Breashears e Steve Shea (ambos dos Estados Unidos).[4]